# Bolitoglossa yucatana
Bolitoglossa yucatana är en groddjursart som först beskrevs av Peters 1882.  Bolitoglossa yucatana ingår i släktet Bolitoglossa och familjen lunglösa salamandrar. IUCN kategoriserar arten globalt som livskraftig. Inga underarter finns listade.

## Bildgalleri

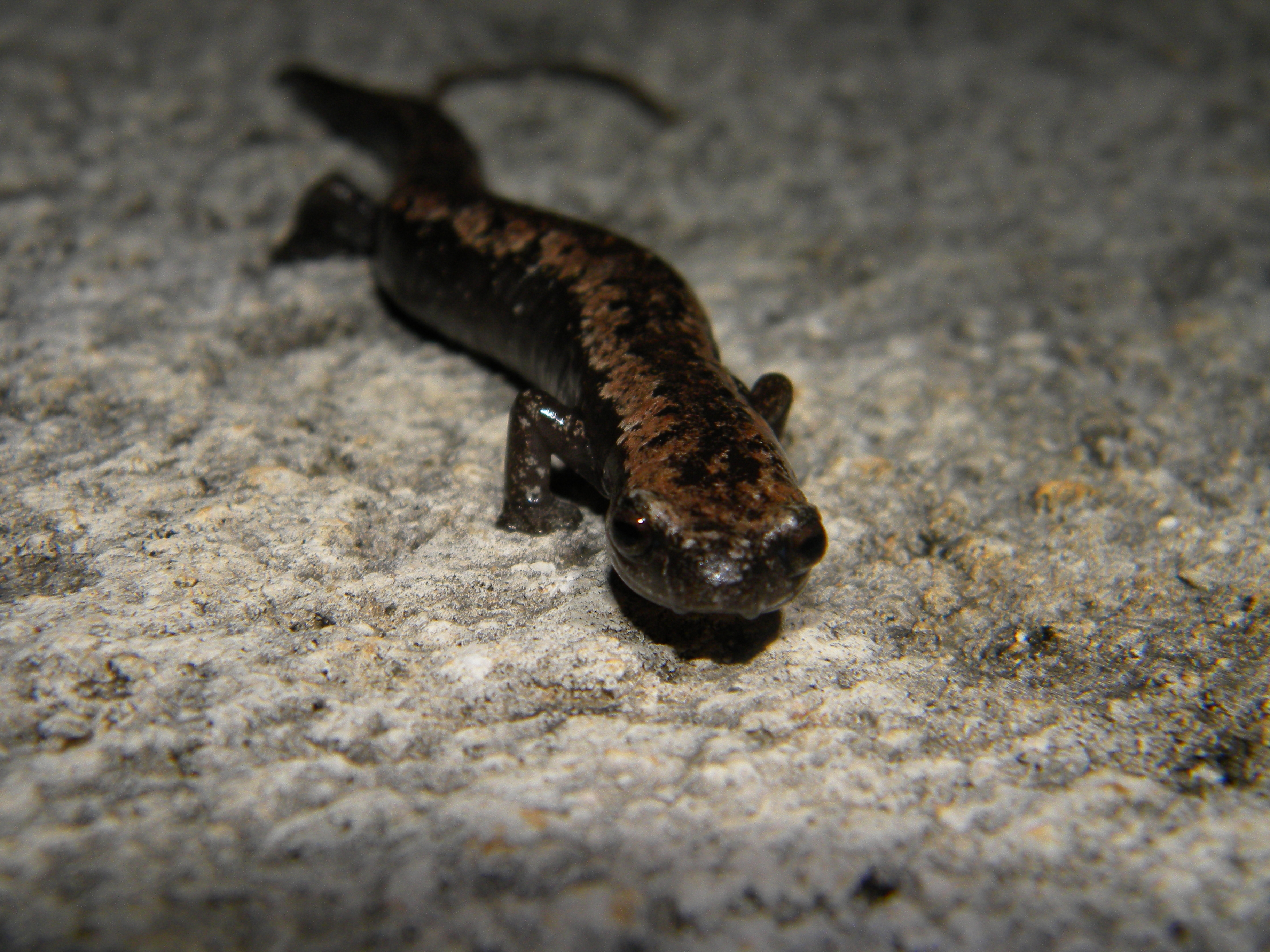
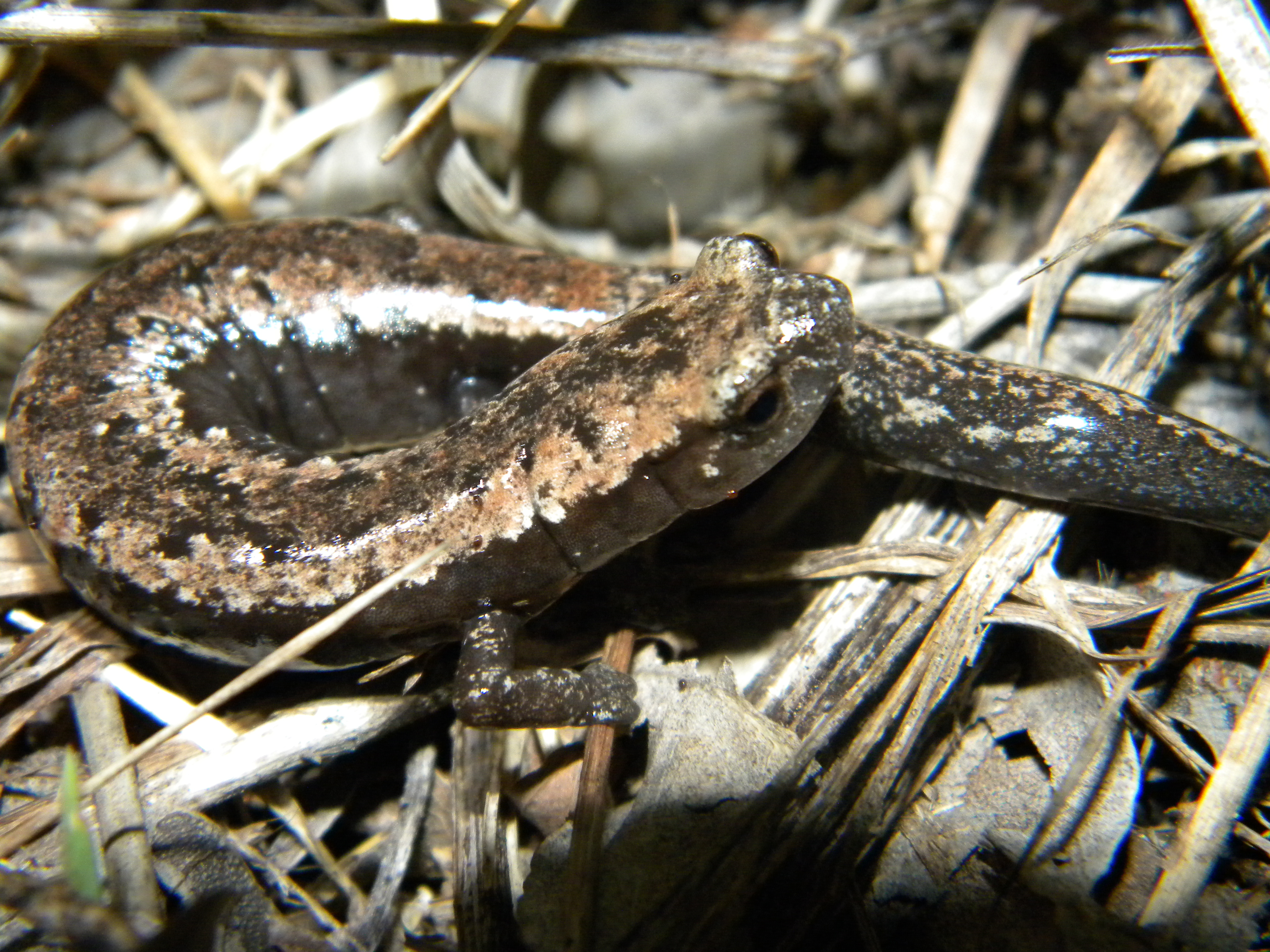
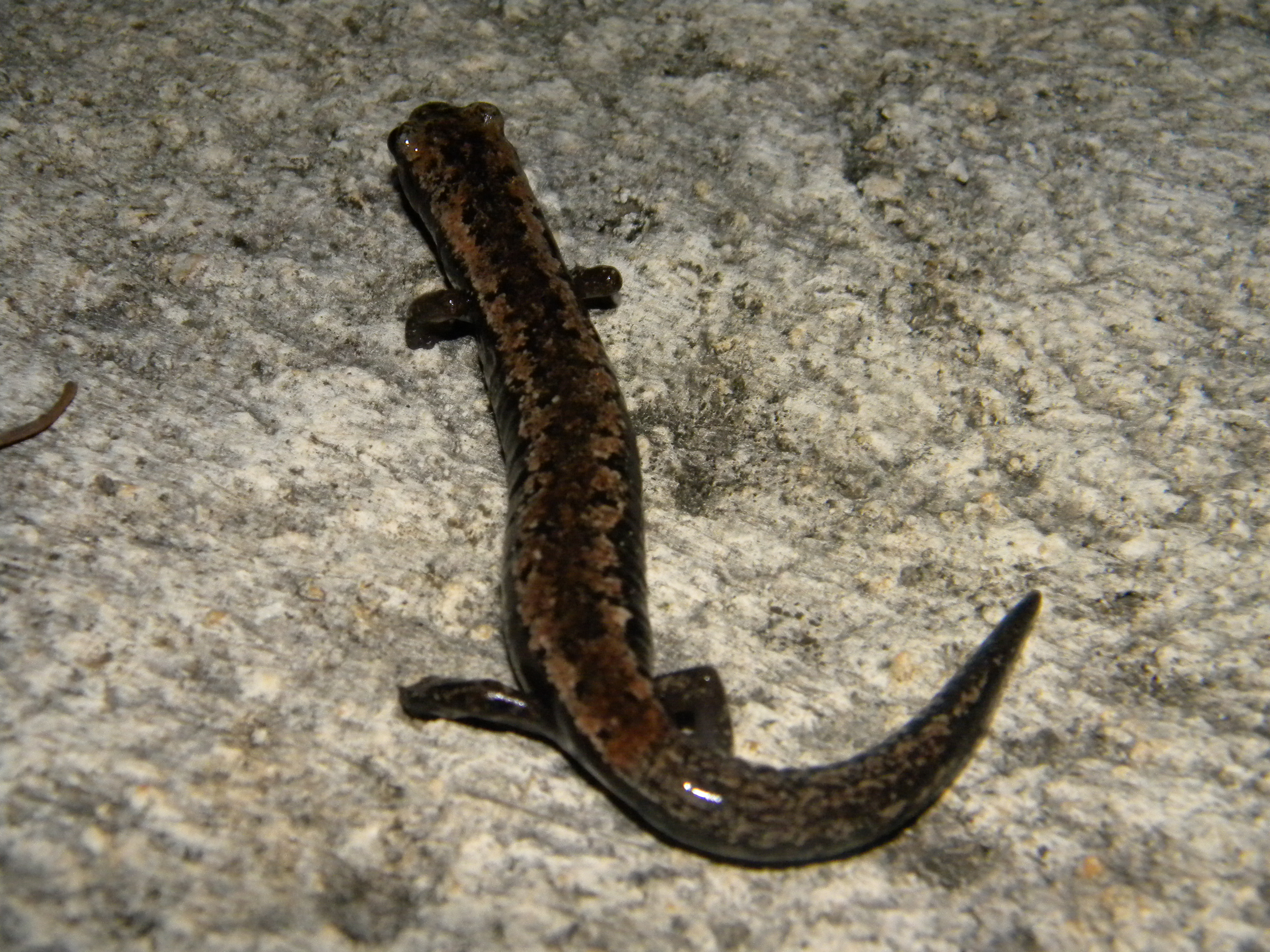
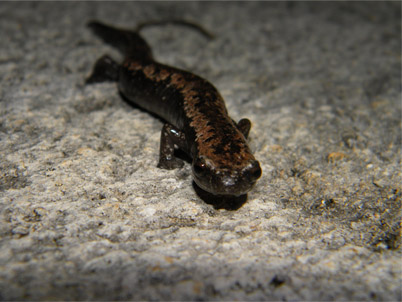
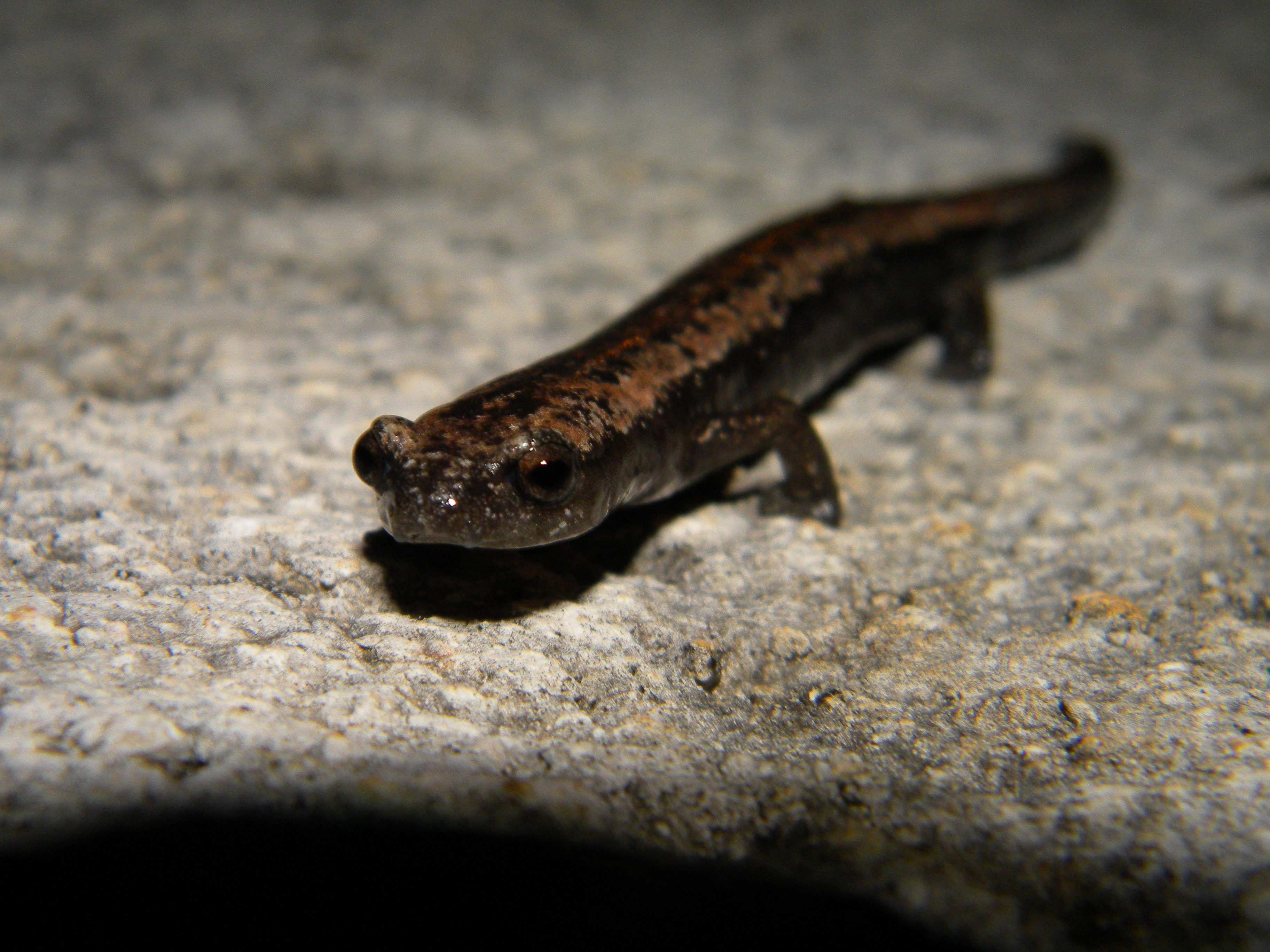
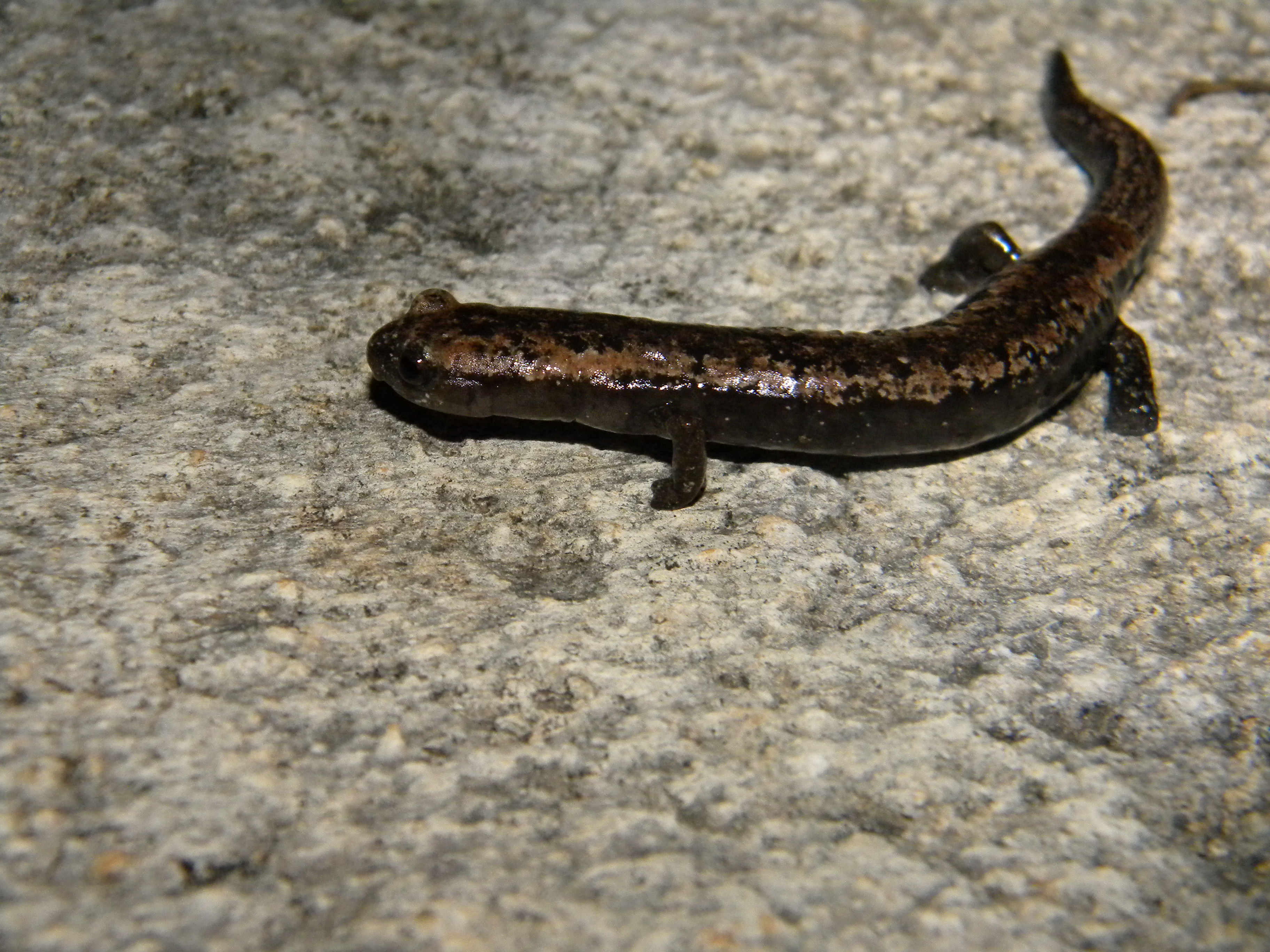